# (33245) 1998 HV14
1998 HV14 (asteroide 33245) é um asteroide da cintura principal. Possui uma excentricidade de 0.10335800 e uma inclinação de 3.29244º.
Este asteroide foi descoberto no dia 17 de abril de 1998 por Spacewatch em Kitt Peak.